# منطقة وودبفالو
منطقة منطقة وودبفالو هي محافظة تقع شمال مقاطعة البرتا الكندية. تأسست عام 1995 بدمج مدينة فورت ماكموراي مع مقاطعة رقم 143. هي من أكبر البلديات في كندا من حيث المساحة (68454 كم مربع). وفي هذه البقعة توجد أكبر ترسبات نفطية في العالم فيما يعرف بالنفط الرملي أو نفط الزفت. وتعتبر هذه المنطقة من أكثر مناطق العالم في النمو الاقتصادي.

## لائحة بالمناطق السكنية

### مقاطعات أساسية
- فورت ماكموراي

### قرى
- أنزاك
- كونكلن
- فورت تشيبوايان
- فورت ماكاي
- غريغوار لايك
- جنوب جانفيي، ألبرتاجنوب جانفيي
- سابري كريك

### مناطق أخرى
- درايبر
- فورت فيتزجيرالد
- بحيرات ماريانا

## السكان

### عدد السكان
| الأقليات الظاهرة               | الأقليات الظاهرة       | الأقليات الظاهرة | الأقليات الظاهرة |
| إحصائية عام 2006               | إحصائية عام 2006       | عدد السكان       | % من مجمل السكان |
| ------------------------------ | ---------------------- | ---------------- | ---------------- |
| مجموعة الأقلية الظاهرة المصدر: | جنوب أسيا              | 1,780            | 3.5%             |
| مجموعة الأقلية الظاهرة المصدر: | صيني                   | 540              | 1.1%             |
| مجموعة الأقلية الظاهرة المصدر: | أسود                   | 720              | 1.4%             |
| مجموعة الأقلية الظاهرة المصدر: | فيليبيني               | 750              | 1.5%             |
| مجموعة الأقلية الظاهرة المصدر: | أميركي لاتيني          | 570              | 1.1%             |
| مجموعة الأقلية الظاهرة المصدر: | عرب                    | 710              | 1.4%             |
| مجموعة الأقلية الظاهرة المصدر: | جنوب شرقي أسيا         | 130              | 0.3%             |
| مجموعة الأقلية الظاهرة المصدر: | غربي أسيا              | 120              | 0.2%             |
| مجموعة الأقلية الظاهرة المصدر: | كوري                   | 115              | 0.2%             |
| مجموعة الأقلية الظاهرة المصدر: | ياباني                 | 40               | 0.1%             |
| مجموعة الأقلية الظاهرة المصدر: | أقليات ظاهرة أخرى      | 50               | 0.1%             |
| مجموعة الأقلية الظاهرة المصدر: | أقليات ظاهرة مختلطة    | 90               | 0.2%             |
| مجموع الأقليات الظاهرة         | مجموع الأقليات الظاهرة | 5,615            | 10.9%            |
| سكان كندا الأصليين             |                        |                  |                  |
| مجموعة السكان الأصليين المصدر: | الأمم الأولى           | 2,425            | 4.7%             |
| مجموعة السكان الأصليين المصدر: | الميتي                 | 2,535            | 4.9%             |
| مجموعة السكان الأصليين المصدر: | الإنويت                | 210              | 0.4%             |
| مجموع السكان الأصليين          | مجموع السكان الأصليين  | 5,365            | 10.4%            |
| البيض                          |                        |                  |                  |
| البيض                          | البيض                  | 40,425           | 78.6%            |
| مجموع السكان                   | مجموع السكان           | 51,405           | 100%             |

### لغات السكان
| اللغة            | نسبة من اعتبرها اللغة الأم |
| ---------------- | -------------------------- |
| الإنكليزية       | 85%                        |
| الفرنسية         | 3,0%                       |
| لغة الكري        | 1,2%                       |
| العربية          | 1,2%                       |
| الإسبانية        | 1,2%                       |
| تاغالوغ          | 0,8%                       |
| الصينية          | 0,8%                       |
| ديني أو تشيبويان | 0,6%                       |
| أوردو            | 0,6%                       |
| ألماني           | 0,5%                       |

### الديانات
| الديانة     | نسبة معتقنيها |
| ----------- | ------------- |
| المسيحية    | 80%           |
| لا دين      | 17%           |
| ديانات أخرى | 3%            |

## مواقع خارجية
- Wood Buffalo - الموقع الرسمي
- كليات وودبفالو - كلية كيانو